# نموذج V

نموذج V في هندسة الأنظمة (System Engineering)

نموذج ڤي أو نموذج V (بالانجليزية: V-model) هو طريقة لتبسيط فهم العمليات المعقدة بتقسيم النظام المركب إلى أجزاء وأنظمة أبسط وأصغر من أجل إدارة ناجحة للمشاريع.
هناك عدة أشكال لنموذج V مختلفة تماما وهو مايسبب أحيانا بعض الالتباس. نموذج في يندرج تحت ثلاث أبواب في نفس الوقت.
في البداية، هناك نموذج V الألماني (Das V-Modell)، الطريقة الرسمية لإدارة المشاريع المتبعة من قبل الحكومة الألمانية. هذا النموذج يشبه لنموذج برنس2(PRINCE2)، ولكنه مرتبط بصورة أكبر بطرق بتطوير البرمجيات.
قد يعود التاريخ الأول لهذا النموذج إلى تاريخ بداية الهندسة البرمجية من قبل القوات المسلحة الاتحادية الألمانية عام 1992.
في المملكة المتحدة، ومن خلال لجنات الفحص عالميا، ينظر إلى نموذج "V" على أنه عملية لتطوير البرمجيات كما هو موصوف في ال ISTQB (المنهج الأساسي لاختبارات البرمجيات).
لا يوجد تعريف متفق عليه بالنسبة لنموذج V بشكله العام، بعكس نموذج V المحدد فقط للبرمجيات (نموذج V (برمجيات)). لذلك لا بد من الانتباه إلى هذه النقطة عند الإطلاع على هذا الموضوع. كما هو الحال في ألمانيا، فإنه يتم العمل بنموذج V في الولايات المتحدة منذ ما يقارب 20 عاماً ولكن على نطاق أضيق مما هو عليه الحال في ألمانيا وبتفصيل أدق عن مفهومه في بريطانيا.

## نظرة عامة

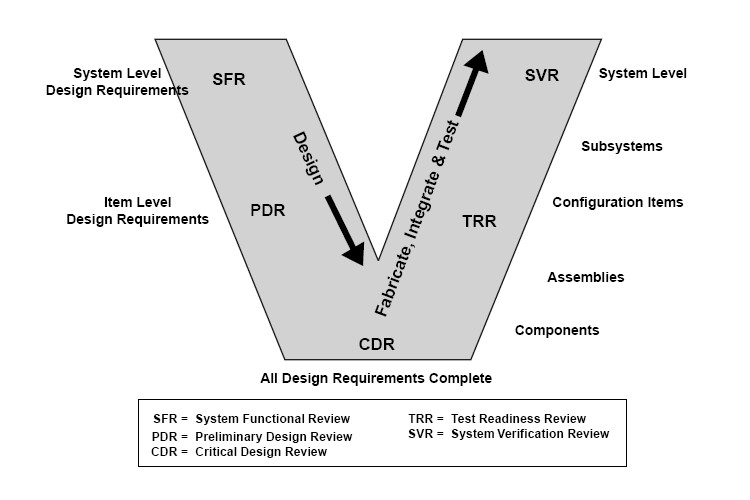
نموذج V في إدارة المشاريع
Systems engineering and verification.

يعتبر نموذج V واجهة تعرض دورة حياة تطوير المشاريع بحيث يلخص الخطوات الأساسية المرتبطة بالمخرجات المقابلة خلال عملية فحص القدرة الحوسبية (Computerized system validation [الإنجليزية])
V تبين الخطوات التسلسلية في حياة مشروع ما الزمنية وتصف الفعاليات الواجب القيام بها والنتائج المطلوب تحقيقها خلال حياة منتوج ما التطويرية. الجانب الأيسر من حرف V يعرض المتطلبات وإنشاء محددات النظام، بينما يشير الجزء الأيمن إلى عملية دمج المكونات والتحقق من صحتها وفعاليتها عبر فحص كل قطعة منتجة على حدى قبل بدء عملية الإنتاج على شكل واسع.
لكن لا بد من تفعيل المتطلبات أولا لتوافق ما يطلبه المستخدم والمتطلبات التقنية. أيضا هناك أشياء تستعمل لتفعيل نموذج ما مثل طريقة (راجع: طريقة العناصر المنتهية)FEM. هذا يمكن فعله في الجزء الأيسر أيضا وليس فقط على القسم الأيمن.
الطريقة الأسهل لعملية للتحقق من صحة نظام ما (system model validation) وتثبيتها (verification) هي التي تُعنى بمتطلبات المستخدمين في الحياة العملية. بالإنجليزية يعبر عن مصطلح التفعيل (validation) بالسؤال: هل تبني الشيء الصحيح؟ وعن مصطلح التثبيت (verification) بالسؤال: هل تبنيه بطريقة صحيحة؟
في الحياة العملية، لهذين المطلحين استخدامات أخرى. أحيانا يُستخدمان بنفس المعنى. في الدليل المعرفي لإدارة المشاريع هناك تعريف موثق من من قبل IEEE (جمعية مهندسي الكهرباء والإلكترونيات) للمصطلحين كالآتي:

Validation: إثبات أن منتج أو خدمة أو نظام ما يلبي طلبات الزبون وغيره من أصحاب المصلحة. عادة ما يتطلب قبول وملائمة رغبات الزبائن الخارجيين وهو بعكس التحقق 

Verification: إثبات بأن منتج أو خدمة أو نظام ما يتوافق مع متطلبات ومحددات وشروط معينة أم لا. عادة هو عامل داخلي بعكس التفعيل.

## الأهداف
يوفر نموذج V دليل من أجل تخطيط وتحقيق المشاريع. الأهداف والخصائص التالية لا بد أن تتحقق عند تنفيذ مشروع معين:
- تقليل الأخطار للمشروع: يحسن نموذج V من شفافية المشروع والتحكم به عبر تحديد التطبيقات وفق معايير موحدة ويصف النتائج المترتبة على ذلك والقواعد والإدارة المسؤولة. يساعد النموذج على ملاحظة الأخطاء التي تحيد عن المخطط في مرحلة مبكرة من المشروع مما يقلل الأخطار ويزيد من فعالية إدارة المشروع
- تحسين أو ضمان الجودة: كنظام موحد، يضمن نموذج V بأن النتائج لا بد أن تكون كاملة وتحقق الجودة المطلوبة. وحدة محتويات المنتج تسهل متابعة وفهم الخطوات المختلفة.
- تقليل السعر الكلي خلال دورة حياة المنتج والمشروع: يمكن حساب جهود التطوير والإنتاج والتشغيل والصيانة لنظام ما وتقييمها والتحكم بها بشفافية عبر تطبيق النموذج الموحد عليها. النتائج المحصلة تكون موحدة وسهلة التحقيق مرة أخرى. هذه يقلل الاعتماد على الممولين والداعمين ويزيد من الفعالية والنشاط الداخلي.
- تحسين الاتصال بين جميع العملاء بين أصحاب الشأن في الشراكة: عبر المعايير الموحدة لكل العناصر والأقسام يتم تسهيل الفهم والشراكة بين القائمين على المشروع وأصحاب الشأن الآخرين. هكذا يتم تقليل الخسائر الناجمة عن قلة الاتصال بين المستخدمين والمسؤولين والداعمين والمتطورين.